# Sant Jordi (Josep Llimona)
|  | Per a altres significats, vegeu «Sant Jordi (desambiguació)». |

Sant Jordi, també coneguda com a estàtua eqüestre de Sant Jordi, Sant Jordi nu o Sant Jordi triomfant, és una escultura situada al districte de Sants-Montjuïc de Barcelona, a la plaça de Sant Jordi, també coneguda com a Mirador del Llobregat. Obra de Josep Llimona de 1924, va ser col·locada en el context de la urbanització de la muntanya de Montjuïc efectuada per a la celebració de l'Exposició Internacional de 1929. Aquesta obra està inscrita com a Bé Cultural d'Interès Local (BCIL) en l'Inventari del Patrimoni Cultural català amb el codi 08019/1780.

## Història i descripció

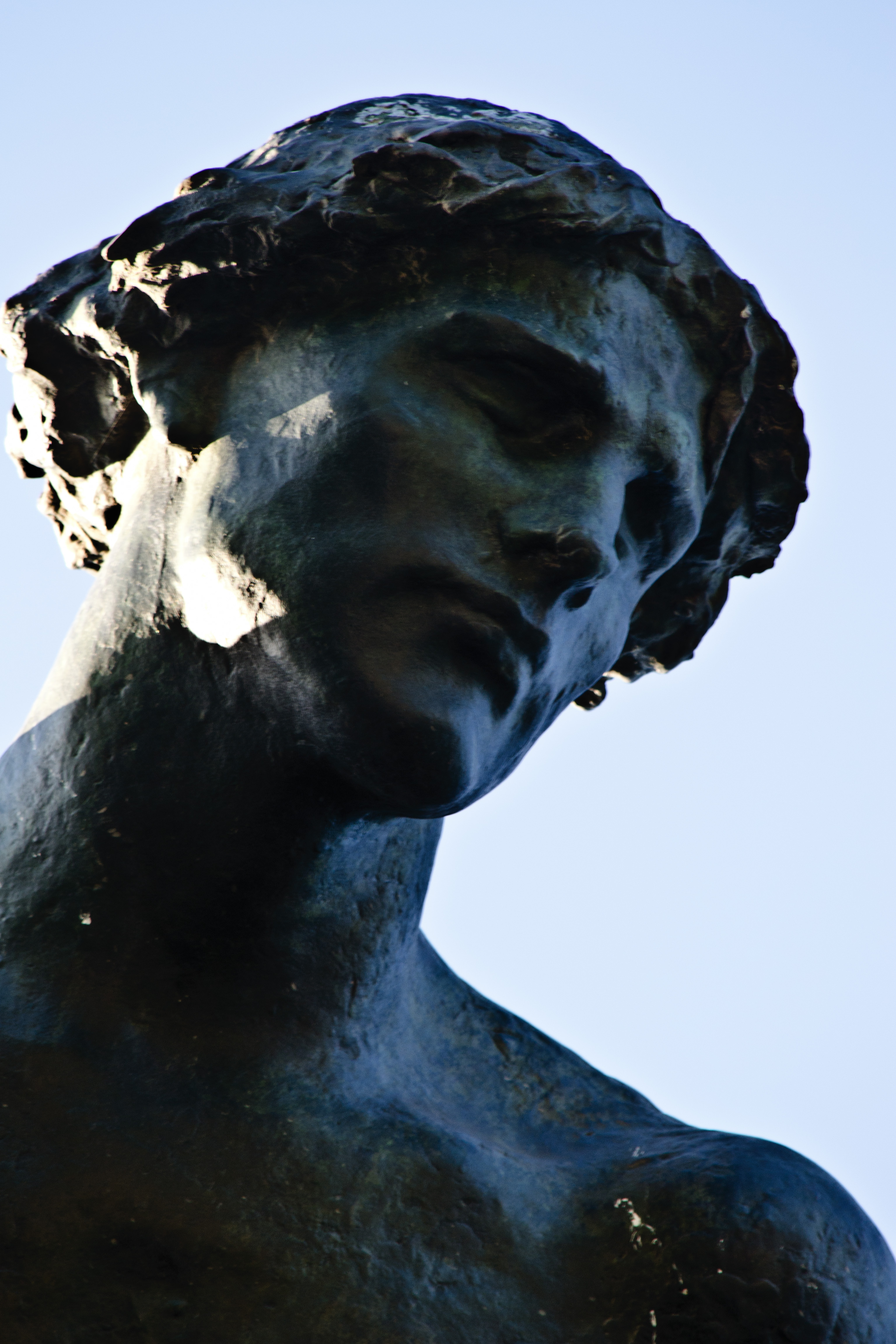
Detall del rostre.

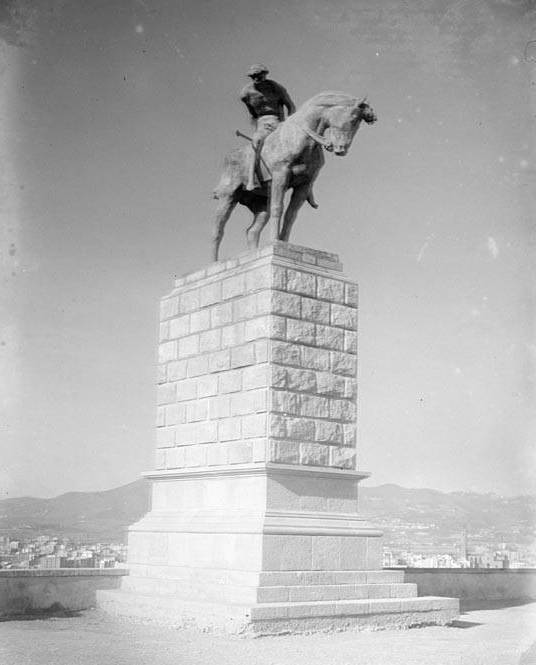
El monument en una imatge d'entre 1920 i 1930

El disseny original d'aquesta obra és de 1918, però fins al 1924 no va ser fosa en bronze i col·locada en el seu emplaçament, la plaça anomenada llavors del Polvorí i rebatejada posteriorment amb el nom del sant, enfront de la font de Ceres, obra de Celdoni Guixà. Dedicada al sant patró de Catalunya, Llimona va escollir la tipologia de l'estàtua eqüestre, que ja li hi havia donat bon resultat en la seva obra de 1888 A Ramon Berenguer III, efectuada en la seva època d'estudiant i per la qual va obtenir la medalla d'or en l'Exposició Universal de 1888. El sant està representat nu, una iconografia poc habitual per a la figura del famós guerrer que va salvar a la donzella del drac. Segons Ernest Lluch, el model per a la figura va ser el metge Francesc Duran Reynals, amic de Llimona.
Llimona havia fet ja una escultura del sant de Capadòcia el 1916 —conservada al vestíbul de la Casa de la Ciutat de Barcelona—, en aquesta ocasió dempeus, seminú —porta tan sols una faldilla de cota de malla a la zona pelviana— i amb una espasa a les mans. En tots dos casos està representat després de la seva lluita amb el drac, en actitud de repòs, amb una emotivitat continguda, serè i elegant. En l'obra de Montjuïc, el genet se situa sobre el cavall sense cadira de muntar ni estreps, amb una fusta a la mà i l'altra recolzada en el llom de l'animal. El corcel està igualment en repòs, amb les quatre potes recolzades en el sòl, lleugerament inclinat cap endavant. L'obra es troba sobre un pedestal de pedra de forma prismàtica, que a causa de la seva altura enalteix tot el conjunt. La peça va ser executada per la Foneria Gabriel Bechini. El monument va ser inaugurat el 30 de desembre de 1924.